# Polana (rejon gródecki)
Polana (ukr. Поляна, pol. hist. Świniasza, Świniusza) – wieś na Ukrainie w rejonie lwowskim (wcześniej w rejonie gródeckim) obwodu lwowskiego, nad Dniestrem.